# Trichogramma kaykai
Trichogramma kaykai är en stekelart som beskrevs av Pinto och Stouthamer 1997. Trichogramma kaykai ingår i släktet Trichogramma och familjen hårstrimsteklar. Inga underarter finns listade i Catalogue of Life.